# علاج مختصر
العلاج النفسي الوجيز أو العلاج المختصر أو العلاج القصير أو العلاج المخطط قصير المدي (بالإنجليزية: Brief psychotherapy )‏  هو مصطلح عام لمجموعة متنوعة من العلاجات النفسية التي تتميز بالمدى القصير، وتركز على الحلول.

## نظرة عامة
يختلف العلاج المختصر عن المدارس الأخرى من العلاج في أنه يؤكد علي (1)التركيز على مشكلة معينة (2)التدخل المباشر، وفي العلاج المختصر يتولي المعالج مسؤولية العمل بصورة أكثر استباقية مع العميل من أجل علاج الحالات السريرية بشكل أسرع، كما يُؤكد العلاج المختصر علي الملاحظة الدقيقة، والاستفادة من الموارد الطبيعية، والتعليق المؤقت للنكران للنظر في وجهات النظر الجديدة ووجهات النظر المتعددة.
بدلا من التحليل الرسمي لأسباب التوتر التاريخية، فإن النهج الرئيسي للعلاج المختصر هو مساعدة المريض استعراض الوقت الحاضر من زواية سياق أوسع والاستفادة الأكثر من التفهم الوظيفي، وبمجرد أن يصبح المريض علي بينة من هذه التفهم الجديد، فإنه سوف يكون ناجح في اجتباز تغيرات عفوية وولادة.
العلاج المختصر في كثير من الأحيان علاج استراتيجي للغاية، واستكشافي، ومرتكز علي الحل بدلا من التوجه بالمشكلة، فهو أقل اهتماما بكيفة نشأة المشكلة عن اهتمامه بالعوامل الحالية التي تحافظ علي وجودها ومنع تغييرها، ولا يلتزم المعالجين بالعلاج المختصر نهجا واحدا، وإنما هناك العديد من المسارات، والتي قد يمكن دمجها مع بعضها البعض لتكون مفيدة في نهاية المطاف.

## أنصار التأسيس
يعد ميلتون إريكسون أحد ممارسي العلاج المختصر مستخدما التنويم المغناطيسي كأداة أساسية، وقد تم نشر مذهبه من قبل جاي هالي (Jay Haley)، في كتاب «علاج غير مألوف: التقنيات النفسية لميلتون اريكسون»
كما يعد ريتشارد باندلر، المؤسس المشارك للبرمجة اللغوية العصبية مؤيد وبشدة للعلاج المختصر. وقد كتب بعد سنوات عديدة من دراسة أعمال إريكسون العلاجية:
«انه من الأسهل علاج الرهاب في عشر دقائق أكثر من خمس سنوات... لم أكن أدرك أن السرعة التي يمكنك خلالها القيام بالأشياء تجعلها تسمتر... لقد علمت الناس علاج الرهاب. وكانوا يقومون بجزء منه في أسبوع واحد، وجزء منه في الأسبوع التالي، وجزء منه في الأسبوع اللاحق، ثم انهم يأتون لي ويقولون» ان هذه الطريقة لا تعمل!«ولكن، ماذا لو كنت تفعل ذلك في خمس دقائق، وتكرر ذلك حتى يحدث بسرعة كبيرة، يفهم الدماغ، وهذا جزء من الطريقة التي يتعلم بها الدماغ... لقد اكتشفت أن العقل البشري لا يتعلم ببطء، لكنه يتعلم بسرعة. لم أكن أعرف ذلك».

## أشهر المعلاجين
- نيكولاس أي كامينغز (نيك كامينغز)
- ميلتون إريكسون

## وصلات خارجية
- Information on NLP A form of Brief Therapy
- The Mental Research Institute One of the founding clinics of Brief Therapy and home of a number of the notable therapists mentioned above
- Brief+Psychotherapy في المكتبة الوطنية الأمريكية للطب نظام فهرسة المواضيع الطبية (MeSH).

- Social Construction Therapies Network